# كاراكس ضيق الزعانف
كاراكس ضيق الزعانف (الاسم العلمي: Charax stenopterus) هو نوع من الأسماك يتبع جنس الكاراكس من الفصيلة الكاراكسية.